# My Decade
My Decade – третий мини-альбом американской певицы и актрисы Джессики. Был выпущен 9 августа 2017 года в честь десятилетия дебюта Чон в качестве певицы.

## Промоушен
Сингл «Because It’s Spring» был выпущен 18 апреля 2017 года в цифровом формате и стал подарком фанатам в честь 28-летия Джессики. Также она провела специальный фантиминг. 9 августа состоялась премьера видеоклипа «Summer Storm».
В поддержку альбома был проведён ряд фанмитингов, а также состоялся мини-тур On Cloud Nine.

## Список композиций
| №  | Название                      | Текст песни           | Музыка                                              | Продюсер(ы)                             | Длительность |
| -- | ----------------------------- | --------------------- | --------------------------------------------------- | --------------------------------------- | ------------ |
| 1. | «Summer Storm»                | Jessica Jung          | KAIROS* SWISH                                       | KAIROS* SWISH* WES KOZ * K.O* Jay Kim   | 3:22         |
| 2. | «Beautiful Mind»              | Jessica Jung          | Jessica Jung* Vekz* Tatu* Matthews* Kmack           | Vekz* Jay Kim                           | 3:39         |
| 3. | «Saturday Night»              | Jessica Jung          | KAIROS* JESPER BORDEN                               | KAIROS* WES KOZ* JESPER BORDEN* Jay Kim | 3:05         |
| 4. | «Love U»                      | D.EAR                 | D.EAR                                               | D.EAR                                   | 3:26         |
| 5. | «Starry Night»                | Jessica Jung          | Henrik Nordenback* Christian Fast* Lisa Desmond     | Henrik Nordenback                       | 4:26         |
| 6. | «It's Spring (봄이라서 그래)» | Jay Kim* Jessica Jung | Seo Jung-Jin* KEEPROOTS* Fascinating* Hwang Joon-Ik | Seo Jung-Jin* KEEPROOTS* Fascinating    | 3:29         |

## История релиза
| Страна        | Дата                | Формат            | Язык      | Дистрибьютор          |
| ------------- | ------------------- | ----------------- | --------- | --------------------- |
| По всему миру | 9 августа 2017 года | Цифровая загрузка | Корейский | Coridel Entertainment |
| Южная Корея   | 9 августа 2017 года | CD                | Корейский | Coridel Entertainment |